# Rajgród (ville)
Rajgród est une ville polonaise de la voïvodie de Podlachie et du powiat de Grajewo. Elle est le siège de la gmina de Rajgród; elle s'étend sur 35,28 km2 et comptait 1.732 habitants en 2008.